# Neurostrota cupreella
Neurostrota cupreella là một loài bướm đêm thuộc họ Gracillariidae. Nó được tìm thấy ở Jamaica.